# Липоплатин
Липоплати́н, или Наноплати́н (также известный как липосомальный цисплатин) — это новейшее цитостатическое противоопухолевое химиотерапевтическое лекарство алкилирующего типа из группы препаратов платины, состоящее из эмульсии наночастиц со средним диаметром 110 нанометров.

## Химический состав липоплатина
Наночастицы в эмульсии липоплатина представляют собой липосомы — крохотные липидные капсулы, содержащие внутри себя молекулы цисплатина (соли Пейроне, или цис-дихлородиамминплатины(II), цис-[Pt(NH3)2Cl2]). Такое устройство снижает токсичность липосомального цисплатина по сравнению с обычным цисплатином и повышает его противоопухолевую активность, что было первоначально показано в серии опытов на мышах с ксенотрансплантатами человеческих опухолей.

## Механизм действия липоплатина
Наночастицы липоплатина избегают иммунного ответа организма, не подвергаясь захвату макрофагами и клетками ретикулоэндотелиальной системы, длительное время циркулируют в биологических жидкостях организма после однократного внутривенного введения с периодом полувыведения около 120 часов, и способны к экстравазации сквозь повреждённый эндотелий сосудов в злокачественных опухолях во время активно идущих в опухолевых тканях процессов ангиогенеза.
Таким образом, наночастицы липоплатина, благодаря вышеописанному механизму экстравазации липосом сквозь повреждённый эндотелий сосудов опухоли, обладают свойством избирательно накапливаться в ткани первичной опухоли и её метастазов. Исследования биоптатов тканей человека показали, что при применении липоплатина, в отличие от обычного цисплатина, через 20 часов после инфузии препарата в ткани опухоли создаётся чрезвычайно высокая концентрация ионов платины, в 40-200 раз превышающая концентрацию ионов платины в соседних нормальных здоровых тканях, где ангиогенез происходит не так быстро, как в опухоли, и где поэтому целостность эндотелия сосудов не нарушена.
После попадания наночастиц липоплатина в ткань опухоли, эти наночастицы способны «сливаться» (фузироваться — to fuse) с опухолевыми клетками, благодаря обильному присутствию на поверхности липидного бислоя оболочки опухолевых клеток особого «фузогенного» липида, так называемого DPPG. Альтернативный механизм доставки наночастиц липоплатина внутрь опухолевых клеток включает в себя активный эндоцитоз опухолевыми клетками липосом с цисплатином. Существование и эффективность этого механизма доставки липоплатина внутрь опухолевых клеток доказывается экспериментами, в которых наночастицы липоплатина, содержащие флуоресцентно окрашенные липиды, вносились в культуру злокачественных клеток, после чего эти частицы (и сам процесс их эндоцитоза) вскоре обнаруживались внутри опухолевых клеток при помощи метода флуоресцентной микроскопии. Следует отметить при этом, что процесс поглощения наночастиц липоплатина опухолевыми клетками протекает намного быстрее и эффективнее, чем аналогичные процессы в нормальных клетках, поскольку потребность опухолевых клеток в питательных веществах, и в частности в липидах, чрезвычайно велика и многократно превышает метаболические потребности нормальных здоровых клеток, а липидный бислой наночастицы позволяет «обмануть» опухолевую клетку и под видом липидной пищи «скормить» ей клеточный яд — цисплатин. Эта технология позволяет наночастицам липоплатина более или менее избирательно уничтожать именно злокачественные клетки, благодаря их большей потребности в питательных веществах. В то же время клеточная мембрана является серьёзным препятствием для успешного транспорта токсических молекул (и в частности цисплатина) для обычных, не-липосомальных вариантов химиопрепаратов.
Дополнительным преимуществом липосомального цисплатина перед обычным цисплатином является его повышенная устойчивость к одному из механизмов, опосредующих развитие лекарственной устойчивости злокачественных клеток к обычному цисплатину, а именно — к вакуолизации и экзоцитозу молекул цисплатина, опосредуемому работой так называемого «гена множественной лекарственной устойчивости», или MDR-гена (multidrug resistance gene, MDR gene). Опухолевые клетки, экспрессирующие ген MDR, менее склонны «выплёвывать» (экзоцитировать) липосомы с цисплатином, чем молекулы обычного цисплатина, так как ошибочно считают эти липосомы «пищей», а не ядом. Поэтому устойчивость опухоли к липосомальному цисплатину вырабатывается не так быстро, как к обычному.

## Результаты клинических испытаний липоплатина

### Немелкоклеточный бронхоаденокарциноматозный рак лёгких
Липоплатин успешно прошел фазы I, II и III клинических испытаний на человеке.
Липоплатин (липосомальный цисплатин) показал преимущество в большей эффективности и меньшей токсичности по сравнению с обычным (не липосомальным) цисплатином в комбинации с паклитакселом (Таксолом) в качестве химиотерапии при немелкоклеточном бронхоаденокарциноматозном раке лёгких (НМРЛ).
Результаты третьей фазы клинических испытаний липоплатина при немелкоклеточном бронхоаденокарциноматозном раке лёгких были опубликованы в октябре 2011 года..
Это исследование использовало липоплатин в комбинации с паклитакселом в качестве химиотерапии первой линии при немелкоклеточном бронхоаденокарциноматозном раке лёгких. При этом сравнивались частота достижения желаемых клинических эффектов (частота клинического ответа, то есть регрессии опухоли или торможения её роста и метастазирования) и частота и тяжесть проявлений токсичности в двух сходных по демографическим и клиническим характеристикам группах пациентов с НМРЛ, одна из которых получала липосомальный цисплатин (липоплатин) + паклитаксел, а другая — обычный (не липосомальный) цисплатин + паклитаксел. В этом исследовании было убедительно продемонстрировано преимущество липоплатина в отношении частоты клинического ответа (частоты регрессии опухоли) перед обычным (не липосомальным) цисплатином. Эффект регрессии опухоли наблюдался у 59,22 % пациентов с НМРЛ, получавших в качестве терапии первой линии липоплатин + паклитаксел, против 42,42 % пациентов с НМРЛ, получавших обычный цисплатин + паклитаксел. Эта разница достигла статистической значимости (p = 0,036). Более того, большинство известных серьёзных токсических проявлений действия цисплатина, в особенности нефротоксичность, а также тяжёлая рвота и выраженная миелосупрессия с развитием лейкопении, тромбоцитопении и анемии, также были значительно ниже в группе пациентов, получавших липоплатин (липосомальный цисплатин) с паклитакселом, по сравнению с группой пациентов, получавших обычный цисплатин с паклитакселом. Медиана выживаемости больных НМРЛ, получавших липоплатин с паклитакселом, составляла 10 месяцев, против 8 месяцев у больных, получавших обычный (не липосомальный) цисплатин с паклитакселом (p = 0,155). Таким образом, применение липосомального цисплатина (липоплатина) в комбинации с паклитакселом увеличивало ожидаемую среднюю продолжительность жизни больных с НМРЛ на 2 месяца по сравнению со стандартной химиотерапией НМРЛ цисплатином и паклитакселом. Средняя продолжительность сохранения клинического ответа до развития резистентности опухоли и до начала прогрессирования заболевания несмотря на продолжающееся лечение составляла 7 месяцев в группе «липоплатин + паклитаксел», против 6 месяцев в группе «цисплатин + паклитаксел». То есть применение липосомального цисплатина (липоплатина) в комбинации с паклитакселом увеличивало продолжительность сохранения клинического ответа и время до прогрессирования опухоли в среднем на 1 месяц по сравнению с применением обычного цисплатина в комбинации с паклитакселом, а резистентность к липоплатину с паклитакселом наступала в среднем на 1 месяц позже по сравнению со стандартной химиотерапией НМРЛ. И хотя эта разница не достигла статистической значимости из-за сравнительно небольшого количества больных с НМРЛ в этом исследовании, эти результаты заставляют предполагать возможность того, что применение липоплатина в комбинации с паклитакселом способно дать повышение общей 5-летней выживаемости и 5-летней безрецидивной выживаемости больных с НМРЛ, по сравнению со стандартной химиотерапией I линии (цисплатином и паклитакселом). Эта гипотеза сейчас тестируется в более масштабном клиническом испытании. Более того, среди пациентов с НМРЛ, благоприятно отреагировавших на химиотерапию липосомальным цисплатином (липоплатином) и паклитакселом, была обнаружена подгруппа пациентов со значительно большей длительностью общей и безрецидивной выживаемости после лечения, чем сравнимая по демографическим характеристикам подгруппа пациентов, благоприятно отреагировавших на химиотерапию обычным (не липосомальным) цисплатином и паклитакселом. Так, в частности, спустя 10 месяцев лечения, 30 процентов пациентов в группе «липоплатин + паклитаксел» не имели признаков прогрессирования заболевания или развития устойчивости к липоплатину, по сравнению с всего 16 % пациентов, получавших обычный, не липосомальный цисплатин с паклитакселом. К концу 18-месячного пилотного исследования из всей выборки больных с запущенными стадиями НМРЛ были живы всего лишь 32 (тридцать два) пациента (то есть всего лишь 15,35 % общей выборки), из них 21 пациент (или 20,39 % выборки) относились к группе «липоплатин + паклитаксел», и всего лишь 11 пациентов (11,11 % выборки) относились к группе «обычный цисплатин + паклитаксел». Таким образом, к концу 18-месячного пилотного исследования, количество выживших больных с запущенными стадиями НМРЛ было почти вдвое выше в группе «липоплатин + паклитаксел» по сравнению с группой «обычный цисплатин + паклитаксел».
Таким образом, учитывая чрезвычайную сложность химиотерапевтического лечения поздних стадий НМРЛ, низкую выживаемость этих больных, их нередко весьма плохое общее соматическое состояние на момент начала лечения, исключающее применение высокотоксичных режимов химиотерапии, крайне низкую изначальную химиочувствительность этой формы рака лёгких и её изначально неблагоприятный прогноз, результаты пилотных испытаний липосомального цисплатина (липоплатина) при этой онкологической патологии следует считать весьма обнадёживающими. Эти результаты позволяют утверждать, что липоплатин (липосомальный цисплатин) на сегодняшний день является самым высокопотентным и биологически активным во всей группе производных платины, притом с гораздо меньшими по сравнению с обычным цисплатином побочными эффектами, и поэтому имеет весьма хорошие перспективы вытеснить обычный цисплатин в лечении и других форм злокачественных новообразований, где традиционно применялся и был эффективен растворимый цисплатин.
В 2009 году липоплатин, под торговым названием «Наноплатин» получил официальное согласие EMEA на тестирование в качестве средства первой линии терапии бронхоаденокарциноматозного типа НМРЛ в сочетании с гемцитабином (Гемзаром) и в сочетании с паклитакселом (Таксолом).
В ЕС в обоих клинических испытаниях — в комбинации с паклитакселом (Таксолом) и в комбинации с гемцитабином (гемзаром) липоплатин показал статистически значимую редукцию проявлений токсичности цисплатина, в особенности по параметру нефротоксичности, но также и по параметрам иммуносупрессии, эметогенности, общей и гематологической токсичности (миелосупрессии, проявляющейся лейкопенией, тромбоцитопенией, анемией), нейро- и ототоксичности. Кроме того, более низкая системная токсичность липоплатина позволила использовать его в амбулаторном режиме, в то время как химиотерапия с использованием обычного цисплатина требовала госпитализации больных.

### Рак поджелудочной железы
Европейское медицинское агентство (EMEA) — регулятивный орган ЕС по лекарственным препаратам — дало липоплатину (липосомальному цисплатину) статус орфанного лекарства в 2007 году во время продолжающихся и по сей день клинических испытаний II/III фазы для регистрации липоплатина по новому показанию — в качестве средства первой линии терапии рака поджелудочной железы, ещё одной весьма трудно поддающейся лечению и низкочувствительной к химиотерапии формы злокачественных опухолей человека.

## Информация от производителя
В подготовленной фирмой «Регулон» (производителем липосомального цисплатина) презентации препарата «Липоплатин» первое изображение показывает процесс «слияния» (фузионный процесс) между липоплатиновой липосомой и мембраной злокачественной опухолевой клеткой, инициируемый за счёт наличия на поверхности опухолевой клетки фузогенного липида. Эта картинка демонстрирует возможность обхода одного из важных механизмов MDR-опосредованной лекарственной устойчивости опухолевых клеток к цисплатину с помощью более эффективного и избирательного липосомального транспорта цисплатина в опухолевую клетку и предотвращения вакуолизации и эффузии («выплёвывания») опухолевой клеткой «проглоченной» ею липосомы (что она способна делать с обычными, не заключенными в липосомальную оболочку, молекулами цисплатина). Вторая картинка демонстрирует гуанин-гуаниновый кросс-линк между двумя цепочками двуспиральной ДНК, инициированный цисплатином и приводящий к необратимому повреждению ДНК и неспособности клетки к делению (митозу) и, как следствие, к апоптозу (программируемой клеточной смерти) злокачественной клетки и к некрозу опухоли.

## Внешние ссылки
1. Фирма «Регулон», производитель липосомального цисплатина